# 4Q17
4Q17 (auch 4QExod-Levf) ist die Bezeichnung für fünf Fragmente einer Lederrolle aus der Mitte des 3. Jahrhunderts v. Chr.
Vier Fragmente enthalten Teile des 2. Buch Mose 38–40 und des 3. Buch Mose 1–2 in hebräischer Sprache. Der Inhalt des fünften Fragments ist unklar. Die Fragmente sind damit die ältesten erhaltenen Texte der Tora. Die Rolle war mit ca. 60 Zeilen pro Kolumne höher als die meisten anderen und enthielt möglicherweise den gesamten Text der Tora. 
Die Fragmente wurden in den 1950er Jahren in Höhle 4Q nahe Qumran am Toten Meer gefunden und befinden sich heute im Rockefeller Museum in Jerusalem.